# Sanjosepano
Sanjosepano o sanjosepana es un gentilicio coloquial sinónimo de sanjosefano. El término sanjosepano es una palabra usada en San José - Perú para en modo informal pero identitario al habitante de la capital del distrito norteño de San José, (como por ejemplo: llamar characatos a los arequipeños, boricuas a los portorriqueños, etc.), a los nacidos en la capital del distrito de San José, solo se les llama así a los netos.

## Territorio
El territorio se limita al ámbito de la capital de distrito “San José de Bellavista”, principalmente en el centro de la ciudad capital, cabe resaltar que para ser llamado así es necesario ser neto o tener un vínculo familiar con las principales del poblado.

## Etimología
La palabra “sanjosepano” se originó de la peculiar forma de hablar del habitante del pueblo de San José del siglo XIX, se dice que fue necesaria para diferenciar al sanjosefano de la capital distrital y se hizo una definición popular.

## Origen
El origen de este término se remonta a fines del siglo XIX, hasta entonces se los llamaba "josefos" y en lo formal sanjosefano, nació con el adjetivo de distinguir al poblador de la capital del distrito con los de los poblados que forman el distrito de San José. es usado es forma hipocorístico, que es una designación cariñosa.
En la actualidad debido a que muchas familias netas del pueblo han desaparecido al igual el término ya es menos utilizado, siendo recordado solo por los viejos y netos.
Una de las características del sanjosepano de antaño fue que generalmente era criollo o castizo, en el pueblo de San José había desarrollado una raza homogénea, la poca población indígena que residía en el poblado había descendido en el siglo XVII y al siguiente siglo desaparece en su totalidad quedando como mayoría la raza blanca y la mestiza. 
Otra se las causas que permitió que en San José se desarrolle una raza homogénea es sin duda su aislamiento, el pueblo creció rodeado de haciendas habitadas por una Familia hacendada y una pequeña población de enganchados (serranos), pero también San José en un inicio estuvo vinculado a una estancia, pero en esta la división del trabajo era casi inexistente, un número de indios mucho menor a la de otras. San José fue así escenario ideal para el desarrollo de la endogamia, la mayoría de sus habitantes tienes un vínculo familiar. En San José llegaron a establecerse familias de villas vecinas de la costa norte, ciudades del vecino departamento de Cajamarca e incluso de origen extranjero, también cabe decir que las sanjosefanos se unieron en matrimonio con notables familias del valle de jequetepeque.

En el distrito de San José – Pacasmayo abunda la blanca y mestiza, siendo la raza dominante, principalmente en la capital de distrito (San José pueblo). El idioma principal es el castellano....
Memoria de la Provincia de Pacasmayo - Boletín de la Sociedad Geográfica de Lima - XIX / XX

La cantidad de gentes en este pueblo (San José pueblo) es de aproximado 450…de este número más de la mitad son de raza “blanca”, todos los demás son mestizos, la población en general comparte casi una misma posición social y económica con algunas excepciones, los notables además de tener como oficio la agricultura como el resto de la población se dedican también al comercio, Asimismo están relacionados como notables familias del valle de Pacasmayo (jequetepeque)...”, los mestizos tienen sus pequeños terrenos de cultivos que les sirven para consumo propio....
La Provincia de Pacasmayo - Geografía Comentad del Perú - XIX

## Aspecto etnográfico
El sanjosepano auténtico o neto tenía los mismos rasgos latinos, típico descendiente de españoles, declarado generalmente en su tez clara, en algunos casos colorada; cabello negro intenso y castaño principalmente en las mujeres, ojos pardos, claros y negros, etc. Este biotipo del sanjosepano es similar al del español y también con influencia autóctonas, cuyos descendientes aún viven; éstos se caracterizan por tener una talla promedio, era muy habitual en ellos el uso del bigote, la barba, vellosidad en brazos y piernas.